# Makaravank
Makaravank (en armeni: Մակարավանք, 'Monestir de Macari') o Monestir de Sant Macari és un monestir armeni situat a prop del poble d'Achajur al Tavuix, al nord-est d'Armènia. El fundaren al segle IX en un altiplà boscós, i l'ampliaren al segle XIII. Restaurat al segle xx, fou objecte durant els anys 2000 de mesures destinades a consolidar el terreny sobre el qual és.
Constituït per una antiga església, una església principal Sourp Astvatsatsin ('Santa Mare de Déu') i el seu nàrtex comú, així com una petita església Sourp Astvatsatsin i alguns edificis en ruïnes, aquest monestir amb muralles és especialment conegut per la seua decoració esculpida.

## Situació geogràfica
El monestir és en un altiplà boscós a prop d'un vessant de la muntanya Paytatap, al nord-est de les terres altes armènies i a la vora exterior del Caucas Menor. Des de la seua ubicació, s'obri una àmplia vista sobre la vall d'Aghstev i, més enllà de la frontera amb Azerbaidjan, cap a la vall del Kura.
Makaravank és a 3 km al sud-oest de l'assentament d'Achajur, al territori de la comunitat rural del mateix nom, al Tavuix, al nord-est d'Armènia. La ciutat d'Idjevan està a 15 quilòmetres del monestir.
Històricament, Makaravank es troba al cantó de Mets Kuenk de la província d'Artsakh, que a l'edat mitjana esdevingué el cantó de Kolbopor de la província de Gougarq. Aquestes dues províncies es comptabilitzen entre les quinze províncies de l'Armènia històrica segons el geògraf del segle VII Ananies de Xirak.

## Toponímia
En armeni, Makaravank significa 'Monestir de Macari'. Segons la tradició autòctona, Macari, o Makar, fou un dels mestres d'obra encarregats del monestir que, endevinant la mort del seu fill que els seus familiars intentaven amagar-li, es llançà des de dalt d'un dels edificis i el soterraren davall un dels murs del monestir, i li donà així nom. És més probable, però, que el nom en provinga del sant a qui estava dedicat, sant Macari.

## Història
El lloc del monestir sembla haver estat habitat des d'època pagana, segons les restes descobertes a prop de les fonts locals; unes restes d'edificis de fusta també demostren l'ocupació al segle IV.
L'actual monestir de Makaravank es fundà al segle IX, però només en resta d'aquesta època l'"església antiga", probablement del segle X. A finals del segle XII i començament del XIII, fou molt ampliada sota els seus abats Hovhannes I i David i en part gràcies al patrocini de la noblesa, i participà així en el renaixement de l'Armènia zacàrida. Les renovacions se'n feren amb l'abat Hovhannes II (1250 - 1276). L'època en què el monestir fou abandonat no està pas determinada.
Al segle xx, molt deteriorat, el conjunt se'n restaurà el 1940 i a la dècada dels 1970. A més, com que el terreny on és construït el monestir està sotmés a un fenomen de solifluxió, s'hi feren intervencions per a consolidar-lo amb formigó. Del 2003 al 2005 s'hi feu un programa d'estudi de l'esllavissada.

## Edificis
Els principals edificis del conjunt són l'"església vella", l'"església principal" (Sourp Astvatsatsin) i el seu gavit o nàrtex comú, així com la petita església Sourp Astvatsatsin. Les pedres utilitzades són andesita, tuf i felsita.
| Plànol del monestir | \| En aquest mapa, el nord és a l'esquerra. 1. Església antiga. 2. Església principal, Sourp Astvatsatsin (“ Santa Mare de Déu "). 3. Font Astvatsatsin (" Santa Mare de Déu "). 4. Capella en ruïnes. 5. Gavit . 6. Sagristia. 7. Edificis civils en ruïnes. 8. Entrada principal. 9. Muralles. 10. Font. \| |
| En aquest mapa, el nord és a l'esquerra. 1. Església antiga. 2. Església principal, Sourp Astvatsatsin (“ Santa Mare de Déu "). 3. Font Astvatsatsin (" Santa Mare de Déu "). 4. Capella en ruïnes. 5. Gavit . 6. Sagristia. 7. Edificis civils en ruïnes. 8. Entrada principal. 9. Muralles. 10. Font. | |

### Església vella
L'edifici més antic que es conserva a Makaravank és l'"església antiga", probablement datada del segle IX o X i es desconeix a qui estava dedicada. Aquesta creu inscrita i tancada amb particions de l'escola de Tachir-Lorí es completa a les cantonades amb quatre capelles i sosté un tambor coronat per una cúpula. La decoració esculpida és relativament discreta en comparança amb els altres edificis i es limita als marcs de les finestres, els penjolls de la volta (que representen els evangelistes Mateu, Lluc, Joan i Marc), la banda entrellaçada del tambor i, sobretot, el seu bem (altar de tipus armeni) decorat amb motius geomètrics i vegetals. La part superior de l'edifici, la decoració del tambor i les escultures de la bem indiquen una restauració del segle XIII.
L'església té al nord una sagristia més tardana, utilitzada com a forn per a preparar les hòsties.

### Església principalSourp Astvatsatsin
Al sud-oest de l'antiga església s'alça l'edifici més imposant de la zona, l'església Sourp Astvatsatsin ('Santa Mare de Déu') o "església principal", erigida el 1205 per Vardan, fill del príncep Bazaz. Aquesta església és una creu inscrita, oberta i dividida, amb un absis semicircular a l'est amb tretze nínxols amb arcades, completats per cantons dividits, dels quals els situats a l'est tenen dos pisos. Està coronada al centre per un tambor cilíndric amb cúpula. .

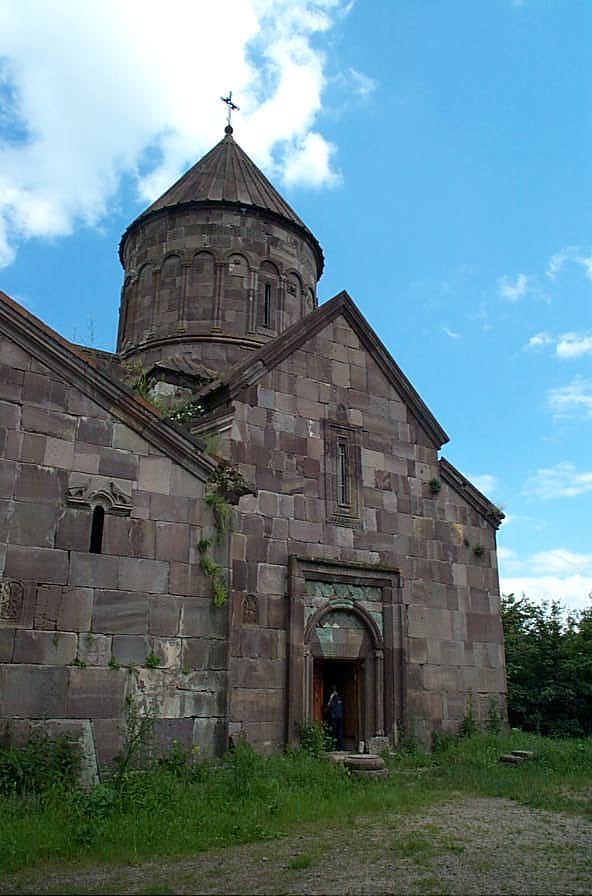
Façana occidental
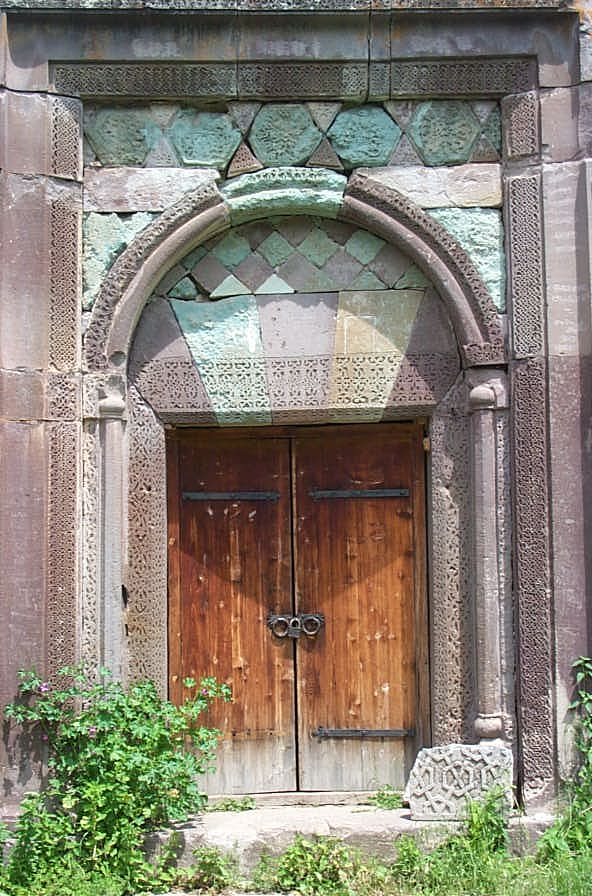
Portal occidental

La decoració esculpida és rica, tant a l'exterior com a dins. A fora, es poden distingir les façanes est, sud i oest: les dues primeres estan perforades amb nínxols dièdrics rematats amb palmetes típicament georgianes i envoltats d'alts relleus que representen animals, i tenen les finestres decorades amb motius geomètrics. La façana sud té dos òculs. La façana occidental està perforada per un marc de porta que emmarca una marqueteria de quadrats verds i morats per al timpà i hexàgons verds i triangles morats per als carcanyols. Pel que fa a la façana nord, està recolzada pel gavit (nàrtex). La decoració exterior es completa amb l'arcada de doble columna, el fris geomètric i les finestres emmarcades en forma de tambor.

La decoració interior es distingeix pel campanar situat a l'absis i decorat amb dues fileres d'estreles de vuit puntes que contenen criatures mítiques (esfinxs, una harpia...) o ordinàries (paons, coloms, una àguila, peixos) i dos homes (un dels quals, engolit per una balena, podria ser el profeta Jonàs), "una de les obres mestres de l'art armeni".

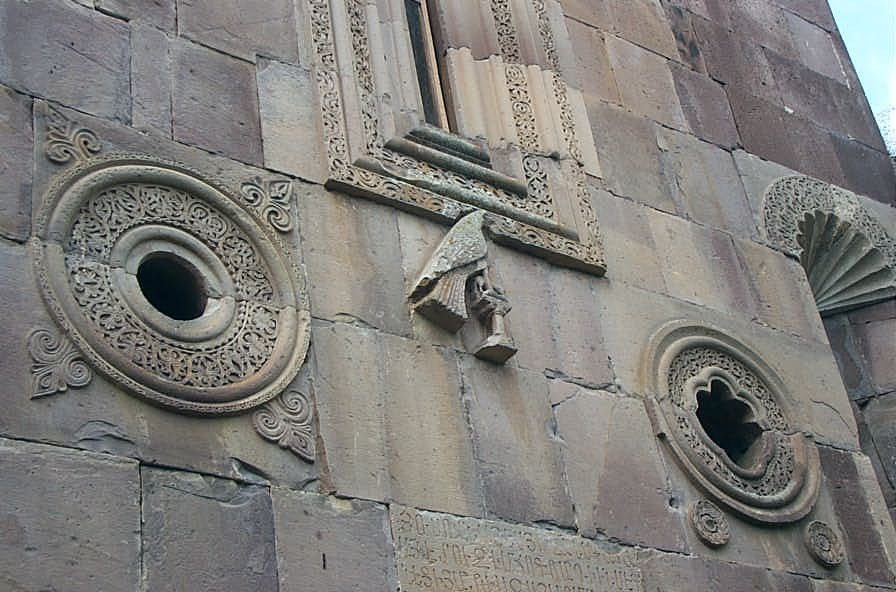
Detall de la façana sud: els dos òculs, la finestra central, un colom en una perxa i la part superior d'un dels nínxols
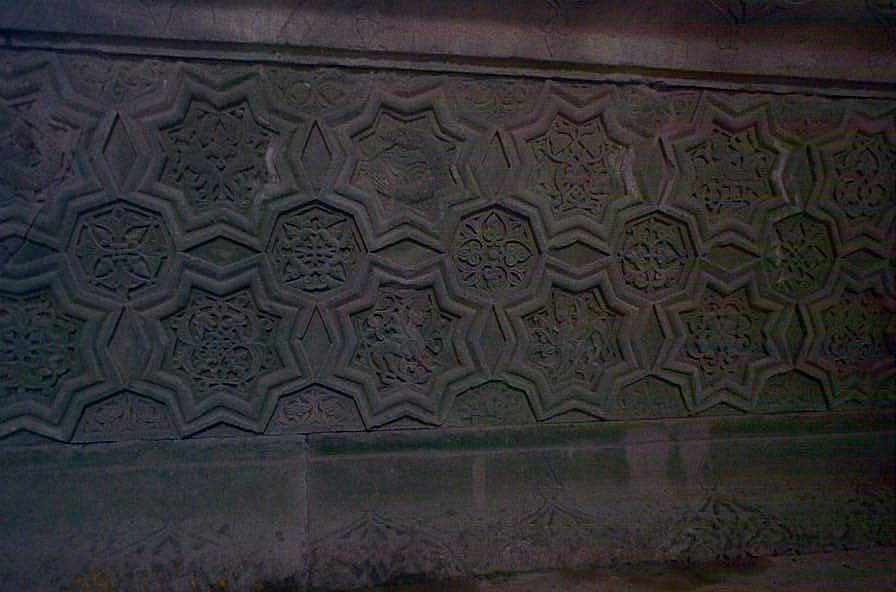
Bem (altar)

### Gavit
Adjunt a la façana nord de Sourp Astvatsatsin i a la façana oest del "església antiga" hi ha el gavit (nàrtex), construït el 1224 pel príncep Vatxé Vatxutian. Aquesta plaça de gairebé 170 m2 té quatre pilars que al principi suportaven una cúpula i una volta triangular enteixinada sostinguda per sis arcs en forma d'estrela. Només la façana oest està ornamentada: sobre el portal decorat amb frisos amb motius vegetals, la finestra central amb un marc està decorada a la dreta amb una esfinx alada i coronada, i a l'esquerra amb un bou atacat per un lleó.

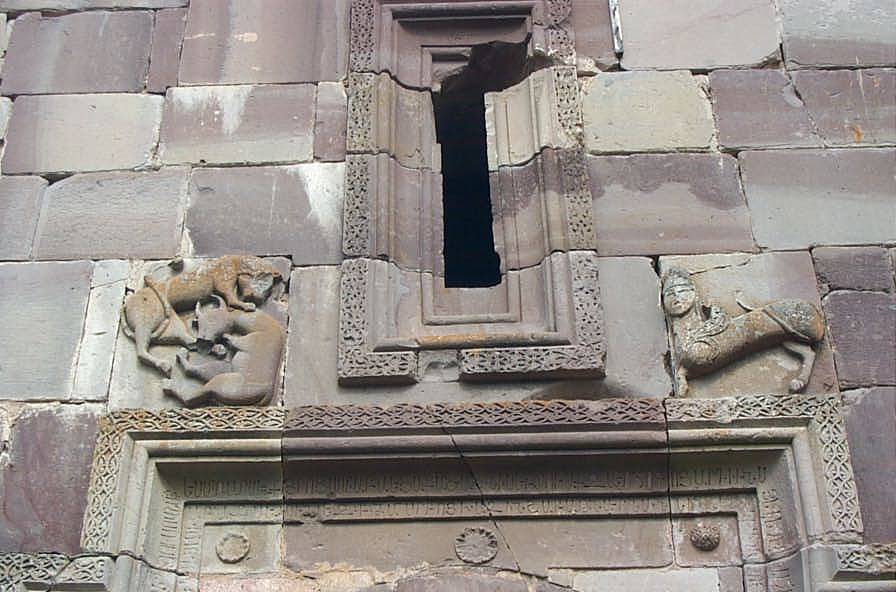
Escultures de la finestra central del gavit
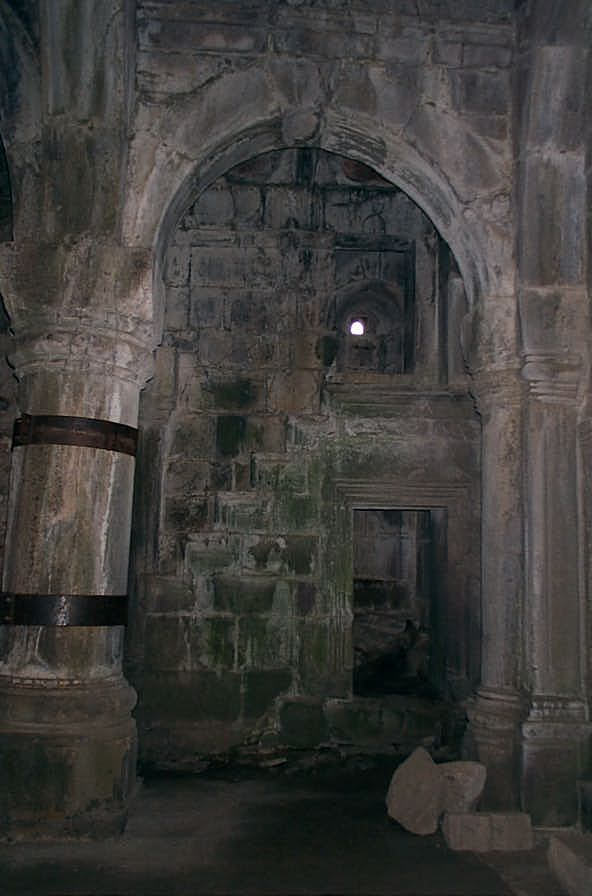
Interior del gavit
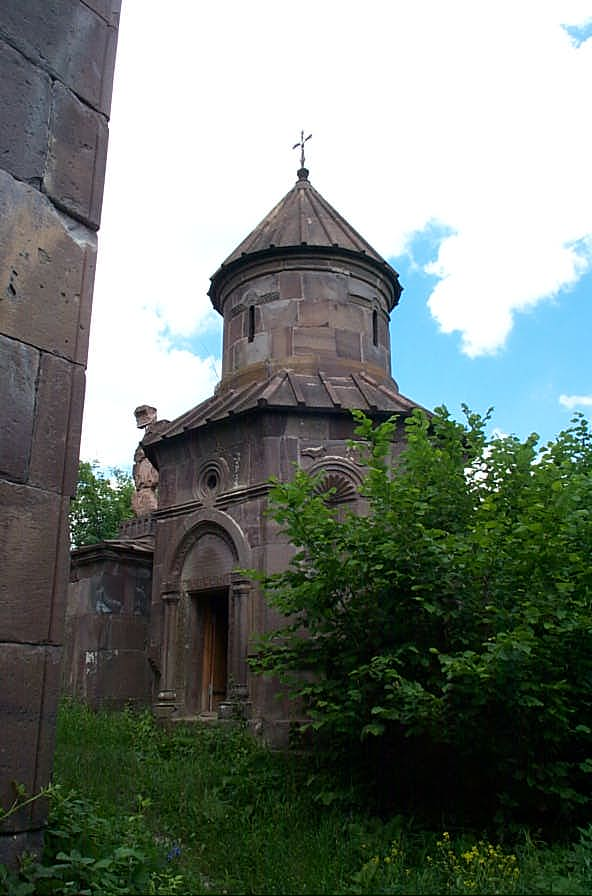
La petita església de Sourp Astvatsatsin, vista des del sud-oest

### Petita esglésiaSourp Astvatsatsin
Al sud-est d'aquest grup, una petita església també dedicada a la Mare de Déu es va erigir el 1198 i es distingeix pel seu plànol: l'absis és un tricon inscrit en un octàgon la base encerclada del qual es troba sobre un quadrat. Coronada per un tambor cilíndric amb una cúpula cònica, aquesta església, probablement construïda per als pares de l'abat Hovhannes, té una rica decoració. El portal occidental està decorat amb una profusió de motius vegetals. Pel que fa a l'octàgon, està envoltat per parells de petites columnes i una banda motllurada coronada amb representacions d'animals (una cigonya matant una serp al nord, un colom i un medalló que conté una àguila atacant un altre colom al sud-oest, i dos lleons al sud).
Al nord hi havia adossada una capella d'una sola nau, hui en ruïnes.

### Altres edificis
El conjunt es completa amb l'entrada al monestir (una ferradura esculpida a la roca) a 30 m a l'oest, una font a 100 mètres al nord-oest, edificis civils (en ruïnes, inclosa una hostaleria del segle XIII)  i muralles (mig en ruïnes).